# Élections législatives de 1951 dans l'Aisne
Les élections législatives françaises de 1951 se déroulent le 17 juin. 
- Scrutin : représentation proportionnelle suivant la règle de la plus forte moyenne dans le département, sans panachage.

Le vote préférentiel est admis. 
Il y a 627 sièges à pourvoir.
Dans le département de l'Aisne, six députés sont à élire.

## Élus
| Député sortant             | Parti | Parti | Député élu ou réélu | Parti | Parti |
| -------------------------- | ----- | ----- | ------------------- | ----- | ----- |
| Adrien Renard              |       | PCF   | Adrien Renard       |       | PCF   |
| René Thuillier             |       | PCF   | Raoul Sauer         |       | PCF   |
| Paulette Charbonnel-Duteil |       | PCF   | Edmond Bricout      |       | RPF   |
| Marcel Levindrey           |       | SFIO  | Marcel Levindrey    |       | SFIO  |
| Henri Hulin                |       | MRP   | Henri Hulin         |       | MRP   |
| Jean Milcent               |       | ADS   | Yves Colin          |       | CNIP  |

## Candidats
Sept listes s'opposent durant cette élection : 
- la liste d'union républicaine, résistante et antifasciste pour l'indépendance nationale, le pain, la liberté et la paix pour le PCF, menée par Adrien Renard, député sortant ;
- la liste socialiste pour la SFIO, menée par Marcel Levindrey, député sortant et maire de Laon ;
- l'union des forces républicaines socialistes et progressistes pour la paix, l'indépendance de la France, la défense des libertés démocratiques et la justice sociale pour l'UDSR, menée par Elie Bloncourt, ancien député et conseiller général de l'Aisne ;
- la liste du Rassemblement des groupes républicains et indépendants français pour le RGRIF, menée par Yves Colin, conseiller général de l'Aisne ;
- la liste du Mouvement républicain populaire et des républicains démocrates pour le MRP, menée par Henri Hulin, député sortant ;
- la liste de défense des libertés professionnelles et des contribuables, indépendante, menée par Roger Vede, commerçant ;
- la liste du Rassemblement du peuple français pour les RPF, menée par Edmond Bricout, maire de Gouy.

Trois d'entre elles sont alliées dans le cadre d'un apparentement de centre-droit :
- la liste du Rassemblement des groupes républicains et indépendants français ;
- la liste du Mouvement républicain populaire et des républicains démocrates ;
- la liste de défense des libertés professionnelles et des contribuables.

### Parti communiste français
| N° | Candidats | Candidats                  | Parti | Principales fonctions                                                  |
| -- | --------- | -------------------------- | ----- | ---------------------------------------------------------------------- |
| 01 |           | Adrien Renard              | PCF   | Député sortant, conseiller municipal de Saint-Quentin, ouvrier textile |
| 02 |           | Raoul Sauer                | PCF   | Conseiller général de Guise, douanier                                  |
| 03 |           | Paulette Charbonnel-Duteil | PCF   | Députée sortante, conseillère municipale de Saint-Quentin, professeure |
| 04 |           | René Thuillier             | PCF   | Député sortant, employé de commerce                                    |
| 05 |           | Germaine Canonne           | PCF   | Ouvrière textile                                                       |
| 06 |           | Henri Pruvot               | PCF   | Employé SNCF                                                           |

### Section française de l'Internationale ouvrière
| N° | Candidats | Candidats          | Parti | Principales fonctions                                                                            |
| -- | --------- | ------------------ | ----- | ------------------------------------------------------------------------------------------------ |
| 01 |           | Marcel Levindrey   | SFIO  | Député sortant, conseiller général de Laon, maire de Laon, sous-directeur de la Sécurité sociale |
| 02 |           | Raymond Fischer    | SFIO  | Conseiller général d'Hirson, maire d'Hirson, architecte                                          |
| 03 |           | Eugène-Paul Doucet | SFIO  | Conseiller général de Château-Thierry, retraité SNCF                                             |
| 04 |           | Henri Arnould      | SFIO  | Directeur d'école                                                                                |
| 05 |           | Alice Lavarte      | SFIO  | Commis des Ponts et chaussées                                                                    |
| 06 |           | Marcel Bignebat    | SFIO  | Instituteur public                                                                               |

### Union démocratique et socialiste de la Résistance
| N° | Candidats | Candidats      | Parti | Principales fonctions                                    |
| -- | --------- | -------------- | ----- | -------------------------------------------------------- |
| 01 |           | Elie Bloncourt | UDSR  | Ancien député, conseiller général de La Fère, professeur |
| 02 |           | Eliane Brault  | UDSR  | Administrateur civil au ministère de la Santé publique   |
| 03 |           | Paul Castel    | UDSR  | Conseiller général de Crécy-sur-Serre, retraité SNCF     |
| 04 |           | Lucien Pongnot | UDSR  | Retraité                                                 |
| 05 |           | Pierre Hulin   | UDSR  | Journaliste                                              |
| 06 |           | Yvonne Angelin | UDSR  | Employée de bureau                                       |

### Rassemblement des groupes républicains et indépendants français
| N° | Candidats | Candidats      | Parti | Principales fonctions                                                               |
| -- | --------- | -------------- | ----- | ----------------------------------------------------------------------------------- |
| 01 |           | Yves Colin     | RGRIF | Conseiller général de Ribemont, agriculteur                                         |
| 02 |           | Édouard Alliot | RGRIF | Conseiller général de Wassigny, négociant en bois                                   |
| 03 |           | Albert Belet   | RGRIF | Conseiller général de Oulchy-le-Château, huissier-greffier                          |
| 04 |           | Victor Marsaux | RGRIF | Conseiller général de Vic-sur-Aisne, notaire                                        |
| 05 |           | Edgar Wallon   | RGRIF | Huissier à la préfecture                                                            |
| 06 |           | Pierre Loilier | RGRIF | Conseiller général de Neufchâtel-sur-Aisne, maire de Menneville, ancien agriculteur |

### Mouvement républicain populaire
| N° | Candidats | Candidats       | Parti | Principales fonctions                                           |
| -- | --------- | --------------- | ----- | --------------------------------------------------------------- |
| 01 |           | Henri Hulin     | MRP   | Député sortant, employé SNCF                                    |
| 02 |           | Jean Deguise    | MRP   | Conseiller général de Vermand, agriculteur                      |
| 03 |           | Paul Gargominy  | MRP   | Ancien sénateur, conseiller municipal de Laon, rédacteur au MRU |
| 04 |           | Pierre Choquart | MRP   | Maire-adjoint de Saint-Quentin, professeur                      |
| 05 |           | Gabriel Race    | MRP   | Retraité                                                        |
| 06 |           | Pierre Gernez   | MRP   | Employé de bureau                                               |

### Liste de défense des libertés professionnelles et des contribuables
| N° | Candidats | Candidats       | Parti | Principales fonctions    |
| -- | --------- | --------------- | ----- | ------------------------ |
| 01 |           | Roger Vede      | DVD   | Commerçant               |
| 02 |           | Marcel Leguery  | DVD   | Maréchal-ferrant         |
| 03 |           | René Hurel      | DVD   | Exploitant de cinéma     |
| 04 |           | Henri Legrand   | DVD   | Charcutier               |
| 05 |           | Léon Vaudeville | DVD   | Chapelier                |
| 06 |           | Valéry Lévêque  | DVD   | Contremaître électricien |

### Rassemblement du peuple français
| N° | Candidats | Candidats          | Parti | Principales fonctions                                       |
| -- | --------- | ------------------ | ----- | ----------------------------------------------------------- |
| 01 |           | Edmond Bricout     | RPF   | Agriculteur                                                 |
| 02 |           | Guy Sabatier       | RPF   | Avocat                                                      |
| 03 |           | Jean Lacombe       | RPF   | Chef d'équipe                                               |
| 04 |           | Eugène Paul-Cochet | RPF   | Conseiller municipal de Château-Thierry, agent d'assurances |
| 05 |           | Jean Martinot      | RPF   | Agriculteur                                                 |
| 06 |           | Gilbert Denis      | RPF   | Adjoint au maire d'Hirson, opérateur cinématographe         |

## Résultats

### Résultats à l'échelle du département
| Parti          | Parti                                           | Tête de liste    | Résultats | Résultats | Résultats |  |
| Parti          | Parti                                           | Tête de liste    | Voix      | %         | Sièges    |  |
| -------------- | ----------------------------------------------- | ---------------- | --------- | --------- | --------- |  |
|                | PCF                                             | Adrien Renard    | 73 896    | 33,53     | 2         |  |
|                |                                                 |                  |           |           |           |  |
|                | RGRIF *                                         | Yves Colin       | 21 586    | 9,80      | 1         |  |
|                | MRP *                                           | Henri Hulin      | 19 245    | 8,73      | 1         |  |
|                | Liste de défense des libertés professionnelles* | Roger Vede       | 18 399    | 8,35      | 0         |  |
|                | Droite modérée                                  | -                | 59 230    | 26,88     | 2         |  |
|                |                                                 |                  |           |           |           |  |
|                | RPF                                             | Edmond Bricout   | 42 712    | 19,38     | 1         |  |
|                | SFIO                                            | Marcel Levindrey | 35 712    | 16,21     | 1         |  |
|                | UDSR                                            | Elie Bloncourt   | 6 282     | 2,85      | 0         |  |
|                |                                                 |                  |           |           |           |  |
| Exprimés       | Exprimés                                        | Exprimés         | 220 364   | 97,39     |           |  |
| Blancs et nuls | Blancs et nuls                                  | Blancs et nuls   | 5 913     | 2,61      |           |  |
| Total          | Total                                           | Total            | 226 277   | 84,72     | 6         |  |
| Abstention     | Abstention                                      | Abstention       | 40 816    | 15,28     |           |  |
| Inscrits       | Inscrits                                        | Inscrits         | 267 093   | 100,00    |           |  |

- * Listes apparentées

### Résultats détaillés
|                  | Adrien Renard*                        | PCF                                   | 74 183 | 33,66 | 1 |  |
|                  | Raoul Sauer                           | PCF                                   | 73 819 | 33,50 | 1 |  |
|                  | Paulette Charbonnel-Duteil*           | PCF                                   | 74 228 | 33,68 | 0 |  |
|                  | René Thuillier*                       | PCF                                   | 73 957 | 33,56 | 0 |  |
|                  | Germaine Canonne                      | PCF                                   | 73 625 | 33,41 | 0 |  |
|                  | Henri Pruvot                          | PCF                                   | 73 575 | 33,39 | 0 |  |
|                  | PCF                                   | PCF                                   | 73 896 | 33,53 | 2 |  |
|                  |                                       |                                       |        |       |   |  |
|                  | Edmond Bricout                        | RPF                                   | 45 521 | 20,66 | 1 |  |
|                  | Guy Sabatier                          | RPF                                   | 42 674 | 19,37 | 0 |  |
|                  | Jean Lacombe                          | RPF                                   | 42 193 | 19,15 | 0 |  |
|                  | Eugène-Paul Cochet                    | RPF                                   | 42 048 | 19,08 | 0 |  |
|                  | Jean Martinot                         | RPF                                   | 42 222 | 19,16 | 0 |  |
|                  | Gilbert Denis                         | RPF                                   | 41 614 | 18,88 | 0 |  |
|                  | RPF                                   | RPF                                   | 42 712 | 19,38 | 1 |  |
|                  |                                       |                                       |        |       |   |  |
|                  | Marcel Levindrey*                     | SFIO                                  | 36 896 | 16,74 | 1 |  |
|                  | Raymond Fischer                       | SFIO                                  | 35 695 | 16,20 | 0 |  |
|                  | Paul Doucet                           | SFIO                                  | 35 779 | 16,24 | 0 |  |
|                  | Henri Arnould                         | SFIO                                  | 35 595 | 16,15 | 0 |  |
|                  | Alice Lavarte                         | SFIO                                  | 35 120 | 15,94 | 0 |  |
|                  | Marcel Bignebat                       | SFIO                                  | 35 187 | 15,97 | 0 |  |
|                  | SFIO                                  | SFIO                                  | 47 476 | 20,14 | 1 |  |
|                  |                                       |                                       |        |       |   |  |
|                  | Yves Colin                            | RGRIF                                 | 24 294 | 11,02 | 1 |  |
|                  | Édouard Alliot                        | RGRIF                                 | 22 165 | 10,06 | 0 |  |
|                  | Albert Belet                          | RGRIF                                 | 20 619 | 9,36  | 0 |  |
|                  | Victor Marsaux                        | RGRIF                                 | 21 074 | 9,56  | 0 |  |
|                  | Edgar Wallon                          | RGRIF                                 | 19 984 | 9,07  | 0 |  |
|                  | Pierre Loilier                        | RGRIF                                 | 21 385 | 9,70  | 0 |  |
|                  | RGRIF                                 | RGRIF                                 | 21 586 | 9,80  | 1 |  |
|                  |                                       |                                       |        |       |   |  |
|                  | Henri Hulin*                          | MRP                                   | 20 278 | 9,20  | 1 |  |
|                  | Jean Deguise                          | MRP                                   | 21 700 | 9,85  | 0 |  |
|                  | Pierre Gargominy                      | MRP                                   | 18 787 | 8,53  | 0 |  |
|                  | Pierre Choquart                       | MRP                                   | 18 679 | 8,48  | 0 |  |
|                  | Gabriel Race                          | MRP                                   | 18 038 | 8,19  | 0 |  |
|                  | Pierre Gernez                         | MRP                                   | 17 991 | 8,16  | 0 |  |
|                  | MRP                                   | MRP                                   | 19 245 | 8,73  | 1 |  |
|                  |                                       |                                       |        |       |   |  |
|                  | Roger Vede                            | DVD                                   | 20 410 | 9,26  | 0 |  |
|                  | Marcel Leguery                        | DVD                                   | 18 273 | 8,29  | 0 |  |
|                  | René Hurel                            | DVD                                   | 17 903 | 8,12  | 0 |  |
|                  | Henri Legrand                         | DVD                                   | 18 098 | 8,21  | 0 |  |
|                  | Léon Vaudeville                       | DVD                                   | 18 179 | 8,25  | 0 |  |
|                  | Valéry Lévêque                        | DVD                                   | 17 532 | 7,96  | 0 |  |
|                  | Défense des libertés professionnelles | Défense des libertés professionnelles | 18 399 | 8,35  | 0 |  |
|                  |                                       |                                       |        |       |   |  |
|                  | Elie Bloncourt                        | UDSR                                  | 6 865  | 3,12  | 0 |  |
|                  | Eliane Brault                         | UDSR                                  | 6 296  | 2,86  | 0 |  |
|                  | Paul Castel                           | UDSR                                  | 6 188  | 2,81  | 0 |  |
|                  | Lucien Pongnot                        | UDSR                                  | 6 160  | 2,80  | 0 |  |
|                  | Pierre Hulin                          | UDSR                                  | 6 132  | 2,78  | 0 |  |
|                  | Yvonne Angelin                        | UDSR                                  | 6 053  | 2,75  | 0 |  |
|                  | UDSR                                  | UDSR                                  | 6 282  | 2,85  | 0 |  |
|                  |                                       |                                       |        |       |   |  |
| Exprimés         | Exprimés                              | 220 364                               | 97,39  |       |   |  |
| Blancs et nuls   | Blancs et nuls                        | 5 913                                 | 2,61   |       |   |  |
| Total            | Total                                 | 226 277                               | 84,72  |       |   |  |
| Abstention       | Abstention                            | 40 816                                | 15,28  |       |   |  |
| Inscrits         | Inscrits                              | 267 093                               | 100,00 |       |   |  |
| * député sortant |                                       |                                       |        |       |   |  |

## Rappel des résultats départementaux des élections de 1946
| Parti          | Parti          | Tête de liste      | Résultats | Résultats | Résultats |
| Parti          | Parti          | Tête de liste      | Voix      | %         | Sièges    |
| -------------- | -------------- | ------------------ | --------- | --------- | --------- |
|                | PCF            | Adrien Renard      | 82 551    | 38,18     | 3         |
|                | MRP            | Henri Hulin        | 44 718    | 20,68     | 1         |
|                | SFIO           | Marcel Levindrey   | 38 053    | 17,60     | 1         |
|                | PRL            | Charles Desjardins | 28 337    | 13,11     | 1         |
|                | RGR            | Georges Monnet     | 22 547    | 10,43     | 0         |
|                |                |                    |           |           |           |
| Exprimés       | Exprimés       | Exprimés           | 216 206   | 98,38     |           |
| Blancs et nuls | Blancs et nuls | Blancs et nuls     | 3 556     | 1,62      |           |
| Total          | Total          | Total              | 219 765   | 81,21     |           |
| Abstention     | Abstention     | Abstention         | 50 845    | 18,79     |           |
| Inscrits       | Inscrits       | Inscrits           | 270 610   | 100,00    |           |